# Hello, world
Hello, world (от англ. „Здравей, свят“) е компютърна програма – стандартен пример за програмиране в много учебници и ръководства. Широката му употреба се дължи на краткостта, съчетана с показването на основните елементи на всяка програма:
- формат на командите в езика
- команди за извеждане на съобщения към потребителя
- заглавна и завършваща част (при някои езици, напр. блоковите процедурни езици)
- извикване на външни модули (при езиците без входно-изходни операции в основната библиотека)
- създаване на класове (при обектно ориентирани езици)

По тези причини това обикновено е първата програма, използвана от начинаещ програмист на даден език за програмиране. По-долу са дадени примери на някои от езиците.

## Ada
```
    
with
 
Ada.Text_IO
;

    
procedure
 
Hello
 
is

    
begin

       
Ada
.
Text_IO
.
Put_Line
 
(
"Hello, world!"
);

    
end
 
Hello
;

```

## ALGOL
```
 
begin

   outstring(1,"Hello, world!")
 
end
```

## Асемблер

### „Само-акумулатор“ архитектура:DEC PDP-8, PAL-III асемблер
```
  *10                   / Избиране на 
origin
 на адрес 10,
  STPTR,    0           / в авто-инткрементиран регистър (един от осем – 10-17)
```

```
  *200                  / Избиране на 
origin
 за текстовата област
  HELLO,  CLA CLL       / Изчистване на AC и Link
          TAD (STRNG-1) / Сетване на низовия указател в 
PRE-auto-increment
 регистъра
          DCA STPTR     /   :
  NEXT,   CLA CLL       / Изчистване на AC и Link още веднъж
          TAD I STPTR   / Взимане на текстов символ недиректно през 
PRE-auto-increment
 адрес
          SNA           / Скок ако не е нула (Не е достигнат края на низа)
          HLT           / В противен случай прекъсване при нула (края на низа)
          TLS           / Отпечатване на символа в АС принтиращата машина
          TSF           / Скок ако принтиращата машина е готова
          JMP .-1       / В противен случай – опитай отначало
          JMP NEXT      / Скок за следващия символ
```

```
  STRNG,  310           / H
          345           / e
          354           / l
          354           / l
          357           / o
          254           / ,
          240           / (интервал)
          367           / w
          357           / o
          362           / r
          354           / l
          344           / d
          241           / !
          0             / Край на низа
```

### Първа сполучлива uP/OS комбинация:Intel 8080/Zilog Z80,CP/M Операционна система, RMAC асемблер
```
bdos    equ    0005H    ; BDOS стартова точка
start:  mvi    c,9      ; BDOS функция: отпечатване на низ
        lxi    d,msg$   ; адрес на съобщението
        call   bdos
        ret             ; връщане в CCP
```

```
msg$:   db    'Hello, world!$'
end     start
```

### Акумулатор + Индексен регистър:MOS Technology 6502,CBMKERNAL, ca65 асемблер
```
MSG:   .ASCIIZ "Hello, world!"
        LDX    #$F3
@LP:    LDA    MSG-$F3,X ; Зареждане на символа
        JSR    $FFD2     ; CHROUT (KERNAL), отпечатване на текущото устройство (екрана)
        INX
        BNE    @LP       ;
        RTS
```

### Разширена акумулаторна машина:Intel x86,Linux,GAS
```
.data
msg:
    .ascii     "Hello, world!\n"
    len = . – msg
.text
    .global _start
_start:
    movl	$len,%edx
    movl	$msg,%ecx
    movl	$1,%ebx
    movl	$4,%eax
    int	$0x80
    movl	$0,%ebx
    movl	$1,%eax
    int	$0x80
```

### RISCпроцесор:ARM,RISC OS,BBC BASIC's инлайн асемблер
```
.program
         ADR R0,message
         SWI "OS_Write0"
         SWI "OS_Exit"
.message
         DCS "Hello, world!"
         DCB 0
          ALIGN
```

### RISC Процесор:MIPS
```
         .data
msg:     .asciiz "Hello, world!"
         .align 2
         .text
         .globl main
main:
         la $a0,msg
         li $v0,4
         syscall
         jr $ra
```

## bash
```
  
echo
 
'Hello world'

```

## BASIC

### Класически BASIC
```
 
10
 
PRINT
 
"Hello, world!"

 
20
 
END

```

### Модерен BASIC
```
 
PRINT
 
"Hello, World!"

 
END

```

## BCPL
```
GET "LIBHDR"

LET START () BE
$(
    WRITES ("Hello, world!*N")
$)
```

## C
```
 
#include
 
<stdio.h>

 
int
 
main
(
void
)

 
{

     
printf
(
"Hello, world!
\n
"
);

     
return
 
0
;

 
}

```

## C++
```
 
#include
 
<iostream>

 
int
 
main
()

 
{

     
std
::
cout
 
<<
 
"Hello, world"
 
<<
 
std
::
endl
;

     
return
 
0
;

 
}

```

## C#
```
 
using
 
System
;

 
class
 
HelloWorldApp

 
{

     
public
 
static
 
void
 
Main
()

     
{

         
Console
.
WriteLine
(
"Hello, world!"
);

     
}

 
}

```

## Forth
```
   ." Hello, world!" CR
```

## FORTRAN
```
    
program 
hello

        
write
 
(
*
,
*
)
 
'Hello, world!'

    
end program 
hello

```

## Java
```
    
public
 
class
 
Hello
 
{

        
public
 
static
 
void
 
main
(
String
[]
 
args
)
 
{

            
System
.
out
.
println
(
"Hello, world!"
);

        
}

    
}

```

Принципно погледнато не е необходимо класът да е публичен. Ако класът е публичен както в примера е необходимо файлът съдържащ кодът на програмата да е със същото име като класът (включително главните и малките букви) и разширение java, т.е. Този пример трябва да се намира във файл Hello.java.

## JavaScript
```
 
document
.
writeln
(
'Hello, world!'
);

```

## LISP
```
(
PRINT
 
"Hello, world!"
)

```

## MS-DOSbatch
```
 
@
echo
 Hello, world!

```

За MS-DOS 3.0 или по стар:
```
 
echo
 off
 
echo
 Hello, world!

```

## Pascal
```
    
Program
 
Hello
;

    
begin

        
WriteLn
(
'Hello, world!'
)
;

    
end
.

```

## PHP
```
    
<?php

    
echo
 
"Hello, world!
\n
"
;

    
?>

```

## PL/I
```
   Test: proc options(main) reorder;
     put skip edit('Hello, world!') (a);
   end Test;
```

## Пролог
```
    
write
(
'Hello world'
),
nl
.

```

## Python
```
    
print
(
'Hello World!'
)

```

## Perl
Perl 5
```
   
print
 
"Hello world\n"
;

```

Perl 6
```
   
say
 
"Hello world"
;

```

## Ruby
```
   
puts
 
"Hello, world!"

```

## Seed7
```
  $ include "seed7_05.s7i";
```

```
  const proc: main is func
    begin
      writeln("Hello, world!");
    end func;
```

## Tex
```
Hello world
\bye
```

## Visual Basic
```
Sub Main
  MsgBox "Hello, world!"
End Sub
```

## Visual Basic .NET
```
Module HelloWorldApp
   Sub Main()
      System.Console.WriteLine("Hello, world!")
   End Sub
End Module
```

## XUL
XUL e xml базиран език, разработен от Mozilla.
```
<?xml-stylesheet href="chrome://global/skin" type="text/css" ?>
<window xmlns="
http://www.mozilla.org/keymaster/gatekeeper/there.is.only.xul
"
        align="center" pack="center" flex="1">
  <description>Hello, world!</description>
</window>
```